# West Coast Main Line
A West Coast Main Line egy vasúti fővonal Angliában. Ez a 401 mérföld hosszú vonal a londoni Euston pályaudvarról fut Birmingham, Manchester városokat érintve egészen fel Glasgow-ig. Nagy része 4 vágányú, középen a gyorsvonatok közlekednek a szélső vágányokon a személy és tehervonatok. A felújítás részeként a vonalsebességet 200 km/h-ra emelték, ezzel sikerült a London-Glasgow viszonylaton a korábbi 5 óra 10 percet, 4 óra 25 percre csökkenteni. Mindezt a korábbi biztosítóberendezések megtartásával tudják biztosítani. Ez a sebesség csak a Virgin Pendolino motorvonatainak engedélyezett, amelyeknek dönthető a kocsiszekrénye. Ezen a vonalon a Virgin Trains 2005/2006-os menetrendi idényben 18,7 millió utast szállított.

## A felújítás
A számos elágazással rendelkező hagyományos fővonal felújítását az 1990-es évek közepén kezdték el és akkor még 4 milliárd fontos költségvetéssel. A tervek szerint a vonatok maximális sebessége 225 km/h lett volna, melyhez in-cab signalling (fülkén belüli jelzőrendszer) is szükséges lett volna. Ehhez képest 2009-ben majdnem dupla költséggel zárult a projekt, a modern jelzésrendszer pedig nem valósult meg, így a szabályok szerint csak 200 km/h-s sebességgel haladhatnak a Virgin Trains Pendolinói. Ezen felül a felújítás éveken át tartó állandó fennakadást jelentett, és az utasok egyáltalán nem elégedettek az eddigi szolgáltatással. Ugyanis a felújítás a forgalom mellett zajlott: minden pénteken az esti vonatok után lezárták a vonal egyes szakaszát, és hétfő hajnalban adták vissza a forgalomnak.
Ezt nem volt könnyű kivitelezni, az újságok gyakran tele voltak cikkekkel minden alkalommal, amikor a vonalat hétfőn nem tudták visszaadni a forgalomnak. A vonat fontos ingaforgalmat bonyolít le a Londonba munkába járóknak. Bár meghosszabbították a peronokat, a kapacitásnövelés mégsem lett jelentős.
A vonal felsővezeték rendszerének modernizációjára vegyes vállalatot alakított a szerződő Carillion és a Balfour Beatty. A 110 millió font értékű program 13 betápláló alállomás és 992 km nagyfeszültségű munkavezeték szerelését tartalmazta.
A Skanska 6,5 millió fontos szerződést kötött, hogy a hat áthidalású, elavult Harthope Viaduct helyett egy modern két áthidalású hidat építsen, mely a West Coast Main Line vonalon helyezkedik el.
A WCML tanulsága, hogy egyáltalán nem biztos, hogy kifizetődő új vonal helyett meglévő hagyományos pályát felújítani, különösen, ha figyelembe vesszük az építkezési fennakadások által okozott károkat, illetve hogy mindenképp további kapacitásra van szükség a következő 5-10 évben.

## Üzemeltetők

### Személyszállítás
- Abellio ScotRail
- Arriva Trains Wales
- Caledonian Sleeper
- CrossCountry
- London Midland
- Northern
- Southern
- TransPennine Express
- Virgin Trains
- Virgin Trains East Coast

### Teherszállítás
- DB Schenker Rail (UK)
- Direct Rail Services Ltd (DRS)
- Freightliner Ltd
- GB Railfreight

## Járművek
- British Rail 86
- British Rail 87
- British Rail 90
- British Rail 91
- British Rail 92
- British Rail 142 Pacer
- British Rail 150 Sprinter
- British Rail 153
- British Rail 156 SuperSprinter
- British Rail 175 Coradia
- British Rail 185 Pennine
- British Rail 220 Voyager
- British Rail 221 Super Voyager
- British Rail 318
- British Rail 319
- British Rail 334 Juniper
- British Rail 350 Desiro
- British Rail 377 Electrostar
- British Rail 380 Desiro
- British Rail 390 Pendolino